# جامع الراشد الشمالي القديم
جامع الراشد الشمالي القديم
وهو من مساجد العراق القديمة في البصرة، ويعتبر من أول مساجد البصرة التي بنيت في قضاء الفاو مع بداية تأسيس الفاو، حيث أسسه وبناه راشد عبد الله الراشد عام 1255 هـ/1839م، ويقع بالقرب من ساحة الاحتفالات وقريباً من جامع الرحمن، وتم ترميمهُ عدة مرات، ثم جدد عام 1324 هـ/1906م، على يد المتبرع عيسى بن عبد العزيز الراشد، ثم جدد بناءه عام 1374 هـ/1954م، ثم جدده المحسن محمد طاهر عبد الله عام 1398 هـ/1978م، وبعدها هدم وأعيد بناؤه وتم تجديدهُ للمرة الاخيرة عام 1431 هـ/2010م، على يد ديوان الوقف السني في العراق.
وتبلغ مساحة الجامع 2651م2، ومساحة الحرم الداخلي والخارجي 2300م2، ويستوعب المصلى أكثر من 250 مصل.
وقد أرخ لهُ بيت من الشعر نظمه الشيخ خالد عطية محمد بن أمين الراشد، ولم يتبقى من أثره سوى جزء من منارتهِ التي شيدت عام 1952م، والتي تعرضت للهدم بعد تفجير ضريح العسكريين 2006م في سامراء، حيث تعرض المسجد لبعض أعمال العنف والتخريب من قبل المليشيات الطائفية بعد أحداث سامراء.
ومنارة مئذنة الجامع ذات شكل دائري، ويبلغ طولها 25 متراً، وقطرها 3 أمتار، وبناؤها من الطابوق ومغلفة، وفي داخلها سلم حلزوني يصل إلى الشرفة.
ويبلغ طول مصلى الحرم 30 متراً وعرضهُ 13 متراً، وتحيطهُ النوافذ من كل الجوانب، ومقابل الحرم طرمة خارجية بطولهِ وبعرض أربعة أمتار، وتقوم على أعمدة من الأسمنت المسلح بالحديد، وبجوارها غرفة للامام والخطيب، وما بينهما ساحة، وتقام في الجامع حالياً صلاة الجمعة والصلوات الخمس، ويكتظ الجامع بالمصلين بشكل لا يستوعبه الجامع، ومن الأئمة الذين تعاقبوا على منصب الإمامة والخطابة فيهِ:
- الشيخ عيسى بن عبد العزيز الراشد.
- الملا ناصر.
- عبد الرحمن بن راشد الراشد.
- الشيخ عبد الكريم بن عبد الرحمن الراشد.[1]